# Girocollo

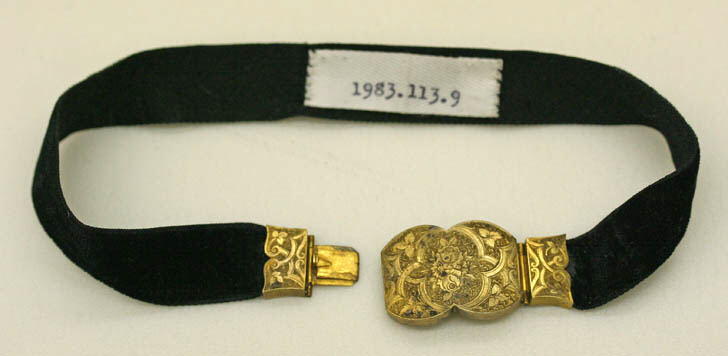
Girocollo ottocentesco

Un girocollo è un tipo di collana che quasi aderisce alla base del collo di chi la indossa. Solitamente i girocolli sono decorati in vari modi e possono essere realizzati con materiali diversi, tra cui velluto, plastica, perline, lattice, pelle, argento, oro, platino e altri metalli.

## Storia

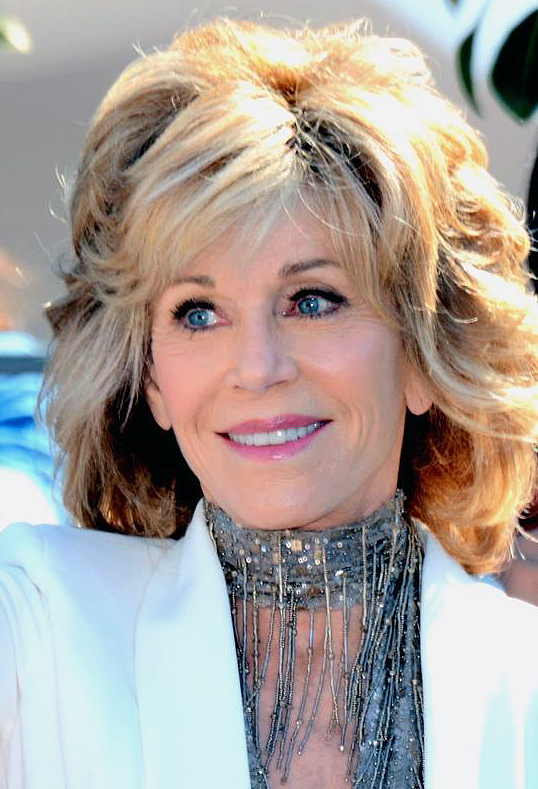
Jane Fonda con un girocollo

I curatori del Museum of Fine Arts di Boston asseriscono che i girocolli venivano usati sin dalle civiltà sumere in Mesopotamia, e da quella egizia. Si pensava che tali monili, solitamente realizzati in oro o lapislazzuli, avessero la capacità di proteggere colui che li indossava.
I girocolli venivano indossati durante il I secolo d.C. Vengono inoltre menzionati nel sesto capitolo dello Shabbat, nel Talmud, stando al quale erano un oggetto di uso comune tra le donne.
Le ballerine e le donne dell'alta borghesia alla fine del XIX secolo indossavano abitualmente alcuni tipi di girocolli. Veniva anche portato dalle prostitute sottile e di colore rosso o nero. Ciò è confermato ad esempio nel capolavoro di Manet Olympia.
Intorno al 1900, la moda per i girocolli larghi raggiunse il suo apice in parte grazie alla regina Alessandra, che ne indossava uno per nascondere una piccola cicatrice. I girocolli erano popolari nell'alta società dapprima negli anni venti, e poi di nuovo negli anni quaranta, erano decorati con pietre preziose e tessuti pregiati, e, a causa della somiglianza con i collare per cani, venivano soprannominati colliers de chien. Nel 1944 la rivista Life affermò che delle giovani ragazze avevano fatto rivivere "una moda di 40 anni fa". L'articolo mostra alcune foto di modelle mentre "indossano orgogliosamente dei collari per cani che le fanno sembrare un po' ribelli".
Dagli anni 2010, il girocollo è utilizzato dalle donne transgender per nascondere il pomo d'Adamo senza ricorrere a un intervento di condrolaringoplastica.